# Belencumafakılı, Sorgun
Belencumafakılı là một thị trấn thuộc huyện Sorgun, tỉnh Yozgat, Thổ Nhĩ Kỳ. Dân số thời điểm năm 2010 là 1.802 người.